# Алешня (приток Гжати)
Алешня — река в Смоленской области России.
Протекает в северо-западном направлении по территории Гагаринского района. Исток — к юго-западу от деревни Самково, впадает в реку Гжать в 72 км от её устья по правому берегу, ниже города Гагарина. Длина реки составляет 33 км, площадь водосборного бассейна — 311 км².

## Населённые пункты
Вдоль течения реки расположены населённые пункты Мальцевского, Никольского, Акатовского и Ашковского сельских поселений — деревни Рябцево, Величково, Ветцы, Мальцево, Будаево, Старая Слобода, Новая Слобода, Кобылкино, Василево, Петрецово, Барышово, Ивашково, Столбово, Болычево и Подсельево.

## Данные водного реестра
По данным государственного водного реестра России относится к Верхневолжскому бассейновому округу, водохозяйственный участок реки — Вазуза от истока до Зубцовского гидроузла, без реки Яуза до Кармановского гидроузла, речной подбассейн реки — Волга до Рыбинского водохранилища. Речной бассейн реки — (Верхняя) Волга до Куйбышевского водохранилища (без бассейна Оки).
Код объекта в государственном водном реестре — 08010100312110000001135.

### Притоки
(указано расстояние от устья)
- 1,0 км: река Тростянка (пр)
- 2,3 км: река Петровка (пр)